# Besilesomab
Il besilesomab (Scintimun secondo la Denominazione comune internazionale) è un anticorpo monoclonale di origine murina; se marcato con il radionuclide tecnezio-99m, è impiegabile nell'individuazione delle metastasi tumorali e delle lesioni di natura infiammatoria; questa proprietà è data dalla forte affinità chimica per l'antigene carcino-embrionario (CEA), presente sulla membrana plasmatica di molti tipi di cellule tumorali.
Presenta somiglianze morfo-strutturali con le immunoglobuline umane dell'isotipo IgG1.
Il besilesomab è stato utilizzato fin dal 1992 in Svizzera, Repubblica Ceca e Ungheria (a seguito di autorizzazioni alla vendita in ambito nazionale), nonché in Germania, in questo caso dietro prescrizione medica su base individuale. Tra il 1992 e il 2009 sono stati condotti studi clinici sull'anticorpo che hanno coinvolto un totale di circa 90 000 persone. Nel 2009, l'Agenzia europea per i medicinali ha approvato la commercializzazione del besilesomab in tutta l'Unione europea.